# Kanton Saulxures-sur-Moselotte
Saulxures-sur-Moselotte is een voormalig kanton van het departement Vosges in Frankrijk. Het kanton maakte deel uit van het arrondissement Épinal tot het op 22 maart 2015 werd opgeheven en de gemeenten werden opgenomen in het op die dag gevormde kanton La Bresse.

## Gemeenten
Het kanton Saulxures-sur-Moselotte omvatte de volgende gemeenten:
- Basse-sur-le-Rupt
- La Bresse
- Cornimont
- Gerbamont
- Rochesson
- Sapois
- Saulxures-sur-Moselotte (hoofdplaats)
- Thiéfosse
- Vagney
- Ventron